# Verbena (fiesta)

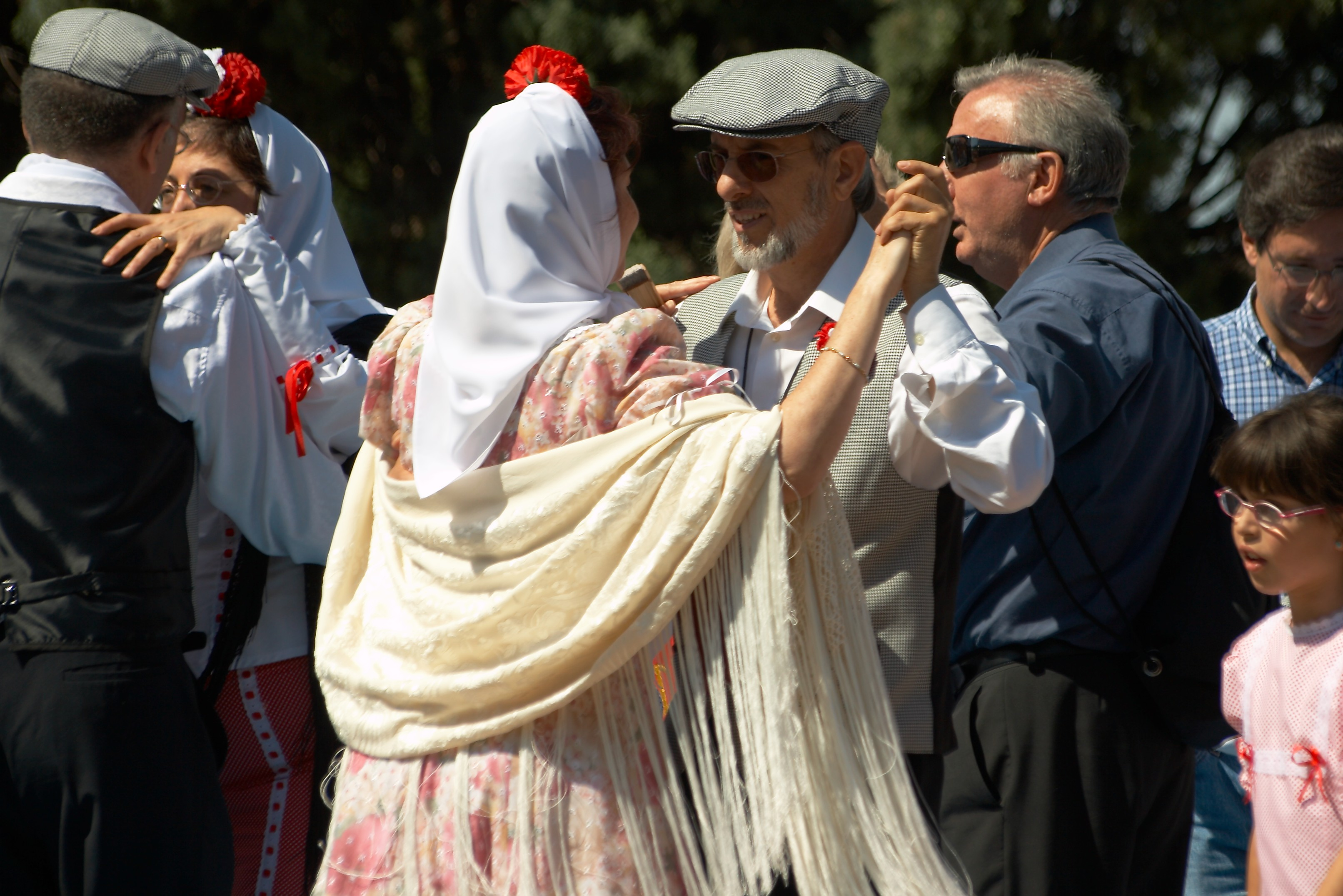
Bailando el chotis en la verbena de San Isidro, en Madrid.

Una verbena es una fiesta popular de una localidad o un barrio de una ciudad, asociada normalmente a algún santo patrón y celebrada por la noche, como en el caso de la conocida verbena de San Juan, en el solsticio de verano. En su modelo tradicional incluía baile y tenderetes o puestos de comidas y bebidas típicas, y todo tipo de chucherías. A veces la organización de la verbena prepara un concurso de bailes típicos de la zona o de bailes llamados de salón. También pueden considerarse las verbenas infantiles que se celebran el último día de curso. 
La palabra verbena, con la que se designa la “velada de regocijo popular que se celebra en la víspera de ciertas festividades”, correspondía al nombre de una planta, la “verbena” (Verbena officinalis), pequeña, de flor de color rosa pálido. En algunos lugares de España, como por ejemplo en Madrid, fue costumbre en el pasado acudir al baile con un ramito de verbena en la solapa, lo que daría lugar a que las fiestas más populares acabaran designándose con su nombre.

## Verbenas en España

### Madrid

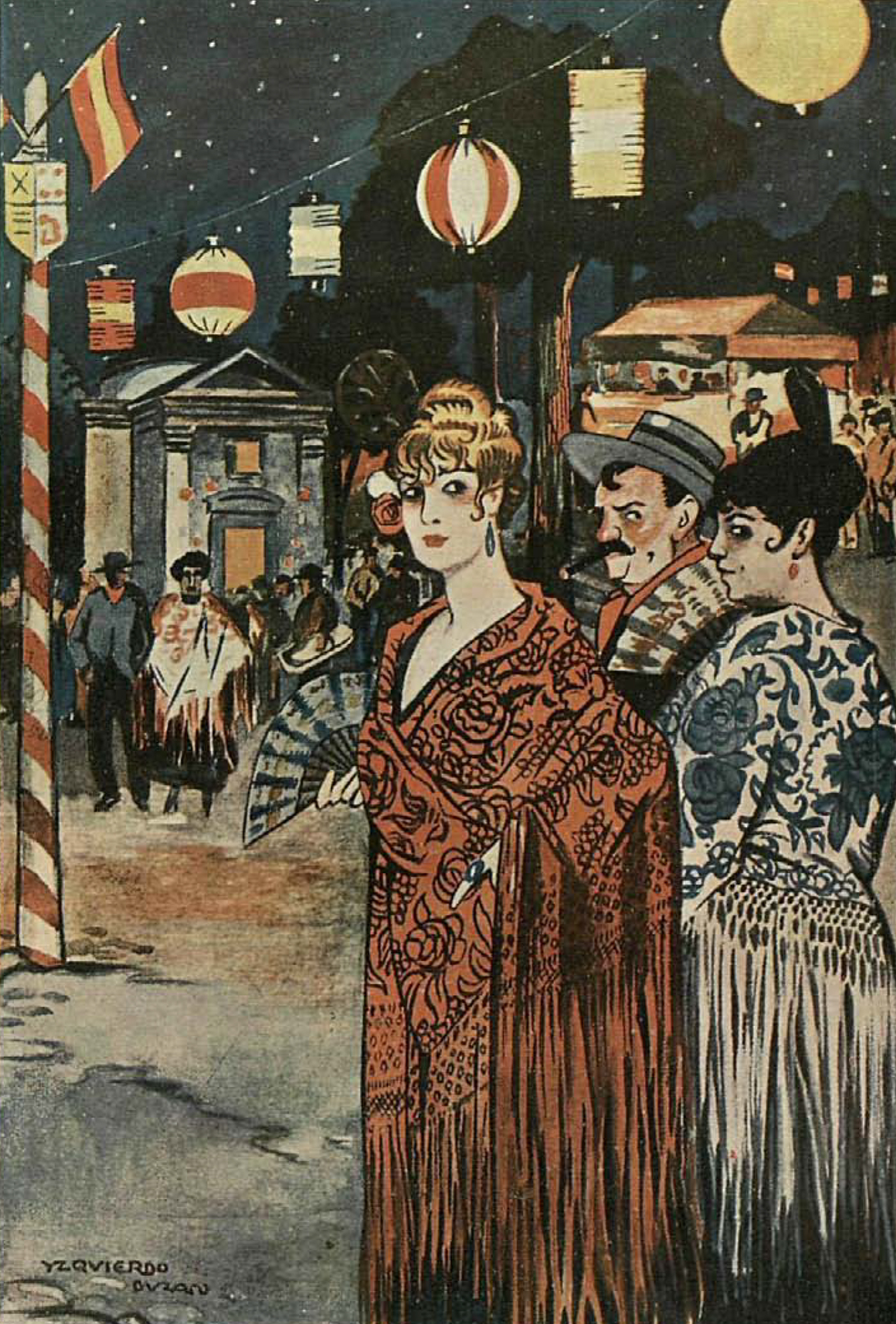
«Tipos y costumbres de Madrid. Noche de verbena», de José Izquierdo Durán (Gran Vida, 1917).

En Madrid se celebran verbenas tradicionales desde época antigua en muchos de sus barrios populares. Una de las primeras del año es la verbena de San Blas que se celebraba el 3 de febrero con romería a la ermita de San Blas. Se acostumbra a bailar el chotis al son del organillo, se bebe la típica limonada y se tomaban azucarillos con agua y aguardiente. Las verbenas más tradicionales son ocho, que comienzan el 13 de junio con la de San Antonio en la Ermita de San Antonio de la Florida, el 24 de junio se celebra la de San Juan Bautista en el Prado, el 27 de junio la de San Pedro Apóstol y San Juan en el Prado, el 16 de julio la de la Virgen del Carmen en Chamberí, el 25 de julio la de Santiago en la plaza de Oriente, el 7 de agosto la de San Cayetano en Lavapiés (zona de Cascorro), el 10 de agosto la de San Lorenzo en el mismo barrio (en el eje de Argumosa y plaza de Lavapiés), y el 15 de agosto la de la Paloma.

### Mallorca
El verano mallorquín celebra decenas de verbenas. Cada fin de semana, desde finales de junio hasta principios de septiembre en diversos municipios de la isla, se hacen este tipo de fiestas al aire libre. Tienen mucha acogida por los habitantes de la isla y son motivo de diversión, alejado de las discotecas o sitios de alterne usuales para los veraneantes no locales, para todo tipo de público. Desde niños hasta ancianos participan en estos eventos sociales que movilizan la isla entera.

### Asturias
Sobre todo durante el verano, por toda Asturias se celebran verbenas. Cada fin de semana se celebra, por lo menos, una (puede que algún fin de semana coincidan las fiestas de más de un concejo o un pueblo). También se realizan verbenas en los barrios de las principales ciudades.
Estas verbenas, llamadas en Asturias "fiestes de prau" (fiestas de prado), se realizan en una gran plaza o en un prado donde la gente va a beber, sobre todo sidra, mientras escucha la música de las orquestas que amenizan la noche y se divierten en las atracciones. Acuden tanto niños y jóvenes como adultos.

### Galicia
En Galicia, las verbenas son fiestas normalmente en honor al patrón del ayuntamiento, pueblo, localidad, barrio o parroquia, que se celebran principalmente desde el mes de abril hasta septiembre, cuando ya empieza el Magosto. Las orquestas tocan cumbias y otras canciones de moda del año, ganando fama y recorriendo pueblos de toda Galicia e incluso León, Asturias y Zamora. Pueden comenzar sobre la una de la tarde, con la consiguiente comida popular (churrascadas, laconadas, paelladas, pulpeiradas y tapeadas populares) o después de la cena y hasta altas horas de la noche

### Verbena del barrio de la Cartuja (Granada)
Se trata de una fiesta popular en la que cada persona asistente lleva algo de comer y algo que cantar. La Luna se encarga de organizarlo todo desde 2010. Suelen desarrollarse días soleados de cualquier época del año.

## Verbenas en el mundo

### Colombia
En Colombia, la verbena es una fiesta que puede incluir música proveniente de un equipo de reproducción de música o de un concierto donde participan orquestas o disc-jockey´s que interpretan géneros musicales propios del país como la cumbia, el vallenato y/o música llanera. También son partícipes géneros como la carranga, la música popular y en los últimos años la champeta, además de géneros del exterior que han llegado a ser populares en el país como la salsa, el merengue y el reguetón. Estas actividades de esparcimiento se llevan a cabo en lugares públicos de los municipios que las organizan (plazas, parques y/o escenarios deportivos) o en recintos cerrados al aire libre, en las cuales se ofrecen también comidas, bebidas, recuerdos y otras actividades de esparcimiento e integración para quienes participan de ella. Por lo general, las verbenas son parte de las actividades culturales de los municipios que organizan festividades (ferias, fiestas, carnavales, etc), aunque algunas se organizan fuera de las fechas de festividades. En la Región Paisa, las verbenas son conocidas como tablados. En la Región Caribe la música es reproducida por un picó.

### Venezuela
En Venezuela, la verbena es una actividad social de integración entre personas, amenizada con uno o varios grupos musicales de cualquier género (de preferencia ritmos autóctonos como la música llanera), que busca reunir fondos para causas sociales o de otra índole, razón por la cual se opta por organizar estas actividades en lugares cerrados. También se las conoce como tómbolas.